# Terje Vigen (film)
Terje Vigen – szwedzki niemy dramat filmowy z 1917 roku w reżyserii Victora Sjöströma, oparty na podstawie poematu o tym samym tytule autorstwa Henrika Ibsena. Budżet filmu, który wyniósł 60.000 SEK sprawił, że film stał się najdroższą szwedzką produkcją tamtych czasów, wyznaczając nowy kierunek w szwedzkim kinie polegający na zwiększonym finansowaniu filmów przy zmniejszonej produkcji, co skutkowało generalnym polepszaniem się ich jakości.
Produkcję uważa się za początek złotej ery szwedzkiego kina niemego, która zakończyła się w 1925 roku wraz z filmem Gdy zmysły grają, chociaż często zalicza się do niej nawet filmy wyprodukowane w 1913 roku, takie jak Ingeborg Holm.

## Fabuła
Terje Vigen wiedzie szczęśliwe życie mieszkając wraz z żoną i córką na niewielkiej wyspie w Norwegii. W 1809 roku, z powodu blokady kontynentalnej Wielkiej Brytanii, ubodzy ludzie zaczynają głodować, a Terje decyduje się popłynąć do Danii w celu przetransportowania zapasów potrzebnych jego rodzinie. W drodze powrotnej zostaje pojmany przez angielskiego bezwzględnego kapitana i odesłany do więzienia w Anglii. Gdy w 1814 roku zostaje uwolniony i może powrócić do domu, dowiaduje się, że jego żona i córka nie żyją. Zaczyna samotne życie w swoim domu z widokiem na morze. Pewnej nocy, podczas sztormu, zauważa tonący brytyjski statek. Gdy przybywa z pomocą, okazuje się, że dowódcą jednostki jest ten sam człowiek, który wiele lat temu go pojmał i zniszczył jego życie. Terje staje przed dylematem: zemścić się czy pomóc swojemu oprawcy i jego rodzinie.

## Wybrana obsada
- Victor Sjöström – Terje Vigen
- Edith Erastoff – lady
- August Falck – lord
- Bergliot Husberg – żona Terjego